# Thirunageswaram
Thirunageswaram (o Tirunageswaram) è una suddivisione dell'India, classificata come town panchayat, di 13.814 abitanti, situata nel distretto di Thanjavur, nello stato federato del Tamil Nadu. In base al numero di abitanti la città rientra nella classe IV (da 10.000 a 19.999 persone).

## Geografia fisica
La città è situata a 10° 57' 59 N e 79° 26' 33 E.

## Società

### Evoluzione demografica
Al censimento del 2001 la popolazione di Thirunageswaram assommava a 13.814 persone, delle quali 6.812 maschi e 7.002 femmine. I bambini di età inferiore o uguale ai sei anni assommavano a 1.566, dei quali 759 maschi e 807 femmine. Infine, coloro che erano in grado di saper almeno leggere e scrivere erano 9.957, dei quali 5.408 maschi e 4.549 femmine.